# Дмитрієвка (Мокроусовський округ)
Дми́трієвка (рос. Дмитриевка) — присілок у складі Мокроусовського округу Курганської області, Росія.
Населення — 200 осіб (2010, 314 у 2002).
Національний склад станом на 2002 рік:
- росіяни — 93 %